# Лукашево (Великопольське воєводство)
Лукашево (пол. Łukaszewo) — село в Польщі, у гміні Ярачево Яроцинського повіту Великопольського воєводства.
Населення — 40 осіб (2011).
У 1975-1998 роках село належало до Каліського воєводства.

## Демографія
Демографічна структура станом на 31 березня 2011 року:
|          | Загалом | Допрацездатний вік | Працездатний вік | Постпрацездатний вік |
| -------- | ------- | ------------------ | ---------------- | -------------------- |
| Чоловіки | 21      | 6                  | 15               | 0                    |
| Жінки    | 19      | 3                  | 12               | 4                    |
| Разом    | 40      | 9                  | 27               | 4                    |